# Plemeniti plinovi

Plemeniti plinovi je naziv za kemijske elemente osamnaeste skupine. Ti elementi su također ranije nazivani i inertnim plinovima, jer se, zbog nedostatka dokaza, smatralo da ne grade spojeve, dakle da su kemijski inertni. U kemijskoj se literaturi ova skupina sve češće naziva XVIII. skupinom.
U ovu skupinu elemenata spadaju: helij, neon, argon, kripton, ksenon, radon i oganeson.
Ovi su se elementi počeli koristiti tek 1910. kada je otkriveno da električna struja pri prolasku kroz njih daje obojenu svjetlost. Do te godine imali su samo teoretski značaj.
Zajednička je oznaka elektronske konfiguracije ove skupine ns2 np6  (s izuzetkom helija čija je konfiguracija ns2 ) s popunjenim valentnim orbitalama.

## Svojstva
Zbog vrlo stabilne konfiguracije, plemeniti plinovi ne mogu primiti nijedan elektron, a da se ne počne popunjavati nova elektronska razina. Popunjene elektronske orbitale ne daju mogućnost međusobnog spajanja atoma ovih elemenata, te su u svim trima agregatnim stanjima monoatomi. Plemeniti plinovi imaju vrlo visoke vrijednosti energije ionizacije, tako da teško mogu otpustiti elektron. Među atomima postoje samo Van der Waalsove privlačne sile koje rastu s porastom atomskog broja, a s njima i talište i vrelište.
Nemaju miris i okus, a u vodi su slabo topljivi. Zagušljivi su.
Helij, koji ima samo dva elektrona, ima najniže vrelište od svih elemenata, dok talište pri standardnom tlaku nema.
Ulaze u sastav atmosfere. Dobivaju se frakcijskom destilacijom zraka i prirodnog plina.
Plemeniti plinovi mogu tvoriti spojeve iako imaju vrlo stabilnu elektronsku konfiguraciju. Prvi je spoj plemenitih plinova napravljen 1962. godine. Pri sobnoj temperaturi izvršeno je miješanje tamnocrvenih para platinovog heksafluorida (PtF6) s viškom ksenona čime je nastao čvrsti, žuti kompleksni spoj ksenonov heksafluoroplatinat (XePtF6).
Do danas je napravljeno više stotina spojeva ksenona: npr. s fluorom XeF2, XeF4,  XeF6, s kisikom XeO3. Neki su od njih vrlo stabilni, kao na primjer Rb2XeF8 koji se ne razgrađuje ni na 400 °C. Dobiveni su i neki spojevi kriptona i radona, detektirane su i neke vrlo nestabilne molekule s helijem, no spojevi neona nisu poznati.

## Uporaba
Helij se koristi za punjenje balona. Koristi se i kao sastojak u smjesi plinova koju udišu ronioci na većim dubinama (Helirox, helijev zrak, Trimix), da bi se smaǌio udjel kisika, koji na većim parcijalnim tlakovima postaje otrovan, i dušika, koji izaziva narkotičke učinke i lako se otapa u krvi ronioca i time zahtjeva vrlo polagane izrone (dekompresija). Tekući helij služi za ispitivanje tvari pri vrlo niskim temperaturama.
Neon se koristi za punjenje reklamnih svjetlećih cijevi. Ako pri smanjenom tlaku dođe do električnog pražnjenja kroz neon, javlja se narančasto-ljubičasta svjetlost. Dodavanjem živine pare i argona boja se mijenja do tamnoplave i zelene.
Argon se koristi za punjenje žarulja odnosno svietlećih cijevi, kao i za zavarivanje u tehnici, jer daje inertnu atmosferu.
Kripton i ksenon također se koriste za punjenje žarulja.
Radon se koristi kao element za praćenje zračnih masa, za detekciju geoloških pukotina, itd.
Oganeson ima samo teoretski značaj, jer je dobiveno svega nekoliko golih kratkoživućih jezgri elementa.
Plemeniti se plinovi koriste i u laserskoj tehnici.
Njihovi spojevi imaju primjenu kao njihovi gusti spremnici, te kao snažni oksidansi.